# 마시모 보니니
마시모 보니니(이탈리아어: Massimo Bonini, 1959년 10월 13일, 산 마리노 산 마리노 시 ~)는 산 마리노의 전직 프로 축구 선수이자 감독으로, 현역 시절 벨라리아 이게아, 폴리, 체세나, 유벤투스, 그리고 볼로냐에서 활약했다.
그는 유벤투스 시절에 전성기를 보냈는데, 특유의 근면함을 앞세워 프랑스인 플레이메이커 미셸 플라티니와 안쪽 측면(mezzala)을 맡은 마르코 타르델리를 받치며 세리에 A 우승을 3번, 코파 이탈리아를 1번, 유러피언컵을 1번, 유러피언 컵위너스컵을 1번, 유러피언 슈퍼컵을 1번, 그리고 인터콘티넨털컵을 1번 우승하여 산 마리노 축구 선수로는 처음이자 2023년 기준으로 유일한 유럽대항전 우승 선수로 이름을 남겼다.
국가대항전에서, 그는 산 마리노 국가대표팀 경기에 19번 출전했다.
모터사이클 경주의 마누엘 포잘리, 뜀뛰기의 엘리사베타 로시, 그리고 낚시의 마리노 미켈로티와 함께 국제 대회에서 우승 경험이 있는 그는 산 마리노를 대표로 하는 상징적인 선수로 회자된다. 2004년, 유럽 축구 연맹 50주년 행사에서, 52개국 회원국에 각국의 최고 선수를 꼽아 1954년과 2003년 사이에 활약한 가장 우수한 선수를 조사했는데, 보니니는 2003년 11월에 산 마리노 축구 연맹으로부터 금빛 선수로 선정되었다.

## 클럽 경력
보니니는 1973년에 유베네스 도가나에서 축구를 시작했지만, 4년 동안 이 곳에서 활약하며 한 경기도 출전하지 못했다. 1977년에 유베네스 도가나를 떠난 그는 벨라리아에 입단해 33번의 경기에 출전해 1골을 기록했다. 1978년에 벨라리아를 떠난 보니니는 폴리에 입단해 23번의 경기에 출전해 1골을 기록했다. 이후 1979년에 폴리를 떠난 그는 체세나에 입단해 60번의 경기에 출전해 5골을 넣었다.
1981년, 체세나를 떠난 보니니는 유벤투스 소속으로 1981년부터 1988년까지 활약하며 296번의 경기에 출전해 6골을 기록했다. 그는 같은 시기 3번의 세리에 A, 1번의 코파 이탈리아, 1번의 유러피언컵, 1번의 유러피언 컵위너스컵, 1번의 유러피언 슈퍼컵, 그리고 1번의 인터콘티넨털컵을 우승했다. 그는 현재까지 유럽대항전 우승을 경험한 유일한 산 마리노의 축구 선수이다. 그는 유벤투스에서의 활약으로 최우수 23세 이하 선수임에 따라 1983년에 브라보상의 주인이 되었다.
1988년에 유벤투스를 떠난 보니니는 볼로냐로 이적해 112번의 경기에 출전해 5골을 넣었다. 보니니는 1993년에 현역에서 은퇴했다.
그는 오토바이 경주의 마누엘 포잘리와 더불어 국제 대회 우승을 경험한 유이한 산 마리노의 선수이며, 자국 내에서 가장 상징적인 선수로 평가되었다.

## 국가대표팀 경력
산 마리노 축구 연맹은 1990년까지 유럽 축구 연맹(UEFA)의 공식 승인 연맹이 아니었기에, 산 마리노는 이탈리아와 동화되어 활동했다. 그에 따라, 보니니는 이탈리아 축구 연맹 소속으로 뛸 예정이었고, 실제로도 이탈리아 U-21 국가대표팀에 차출되었다. 그는 산 마리노 국적 포기를 계속 거절했기에, 1990년이 되어서야 산 마리노 국가대표팀 경기에 출전해 총 19번의 경기에 나섰다. 그는 1990년 11월 14일, 스위스와의 경기에서 첫 산 마리노 경기를 펼쳤다.

## 감독 경력
은퇴 후, 보니니는 1996년 6월 2일부터 1997년 9월 10일까지 산 마리노 국가대표팀 감독을 잠깐 역임했다.

## 경기 방식
보니니는 근면하고, 활력이 넘치는, 다재다능한 광역 미드필더로, 유벤투스 시절에 주로 중앙이나 수비형 미드필더를 맡았다. 비록 이 역할을 맡은 보니니는 처음에 공격에 공헌하거나 창의력을 선보이기에 한계가 있었지만, 공을 회수하는 역할을 맡아 두각을 나타냈고, 전술적 지능, 일 효율, 그리고 위치 선정 능력을 앞세워 상대의 경기를 훼방하고, 수비적으로 미셸 플라티니나 마르코 타르델리와같은 보다 창의적인 동료들을 지원했다. 그는 주력과 체력에서 눈에 띄었기에 "플라티니의 허파"라는 별칭이 붙었고, 별명처럼 그는 프랑스인 미드필더와 죽이 잘 맞았다.

## 수상
유벤투스
- 세리에 A: 1981–82, 1983–84, 1985–86
- 코파 이탈리아: 1982–83
- 유러피언컵: 1984–85
- 유러피언 컵위너스컵: 1983–84
- 유러피언 슈퍼컵: 1984
- 인터콘티넨털컵: 1985

개인
- 브라보상: 1983[7]
- 유럽 축구 연맹 50주년상 - 산 마리노의 금빛 선수: 2004[6]
- CONS 용기의 체육인 금메달: 1989[8]
- 국제 축구 연맹 100주년 금메달: 2005[9]